# Bannermanturako
Der Bannermanturako (Tauraco bannermani) ist eine Vogelart aus der Gattung der Helmturakos (Tauraco) und gehört zu der Familie der Turakos (Musophagidae).

## Vorkommen

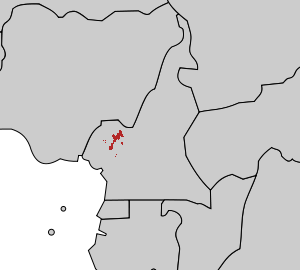
Verbreitung des Bannermanturakos

Die Art ist endemisch in Kamerun und kommt hauptsächlich im Kameruner Grasland vor.
Der Lebensraum umfasst Bergwald von 1700 bis 2950 m Höhe, bevorzugt im Wipfel- oder mittlerem Baumbereich.
Die Art ist Standvogel.
Das Artepitheton bezieht sich auf David Armitage Bannerman.

## Beschreibung
Der Bannermanturako ist 40 bis 43 cm groß und wiegt zwischen 200 und 250 g.
Er ist ein grüner Turako mit großem gelbem Schnabel, grauem Gesicht und einer kurzen karminroten, an der Basis grünlich-grauen Haube. Zügel, Kinn und Wangen sind grau, die Stirn dunkelgrau mit rötlichem Hauch. Nacken und Brust sind grün, Oberseite und Flügeldecken goldgrün, Oberschwanzdecken und Schwanz dunkelviolett bis blauschwarz, äußere Steuerfedern mit grünen Rändern.
Die Handschwingen und 3 äußeren Armschwingen sind karminrot mit dunkelbraunen Spitzen, die Unterseite ist dunkelgrau grünlich überhaucht. Der gelbe Schnabel hat einen roten First, die Augen sind braun mit rotem Orbitaring, Beine und Füße sind schwarz. Die Geschlechter unterscheiden sich nicht.
Die Art ist monotypisch.

## Stimme
Der Ruf wird als Folge von gleichmäßigen 7–12 Krächzlauten beschrieben, die von einem sanfteren, langgezogenem Laut „whooah...groh-groh-groh-groh-groh-groh-groh“ eingeleitet werden. Der Ruf ähnelt dem des Guineaturako (Tauraco persa), ist aber höher und weniger durchdringend.

## Lebensweise
Die Art ernährt sich hauptsächlich von Früchten und Beerenobst von Steineiben (Podocarpus milanjensis), auch von Feigen.
Die Brutzeit liegt zwischen März und Juni in der frühen Regenzeit. Das Nest ist eine gut versteckte Plattform aus kleinen Zweigen in 1–10 m Höhe. Das Gelege besteht meist aus 2 weißen Eiern, die von beiden Altvögeln ausgebrütet werden.

## Gefährdungssituation
Die Art gilt als stark gefährdet (endangered) aufgrund des geringen Ausbreitungsgebietes und dessen starker Fragmentierung. Der Gesamtbestand der Art wird auf etwa 2500 bis 10.000 Tiere geschätzt, was rund 1500 bis 7000 adulten Tieren entspricht. Die größte Bedrohung für den Bannermanturako stellt der Verlust an Lebensräumen dar. So verlor beispielsweise der Kilum-Ijim-Wald zwischen 1963 und 1986 die Hälfte seiner Fläche. Neben der Rodung für die Landwirtschaft und die Holzindustrie spielen dabei vor allem auch Waldbrände eine Rolle. So zerstörte ein Waldbrand im März 2000 etwa 500 Hektar um den Oku-See. Die Art wird auch für ihre Federn gejagt, die in lokalen Zeremonien Verwendung finden. Sie ist im Anhang II des Washingtoner Artenschutzübereinkommens aufgeführt.